# Saint-Priest-d'Andelot
Saint-Priest-d'Andelot är en kommun i departementet Allier i regionen Auvergne-Rhône-Alpes i de centrala delarna av Frankrike. Kommunen ligger  i kantonen Gannat som ligger i arrondissementet Vichy. År 2022 hade Saint-Priest-d'Andelot 146 invånare.

## Befolkningsutveckling
Antalet invånare i kommunen Saint-Priest-d'Andelot
Referens: INSEE